# Augustinerinnenkloster Küstelberg
Das Augustinerinnenkloster Küstelberg wurde 1177 gegründet und bestand bis zur Verlegung der Nonnen ins Kloster Glindfeld im Jahr 1299.
Kurz vor 1177 wurde in Küstelberg ein Augustinerinnenkloster gegründet. 1179 wird es „Cenobium s[anc]te Marie“ genannt. Dieses Kloster stand vermutlich ursprünglich in Abhängigkeit zum Damenstift Meschede. Von dieser Zeit an ist auch ein Propst überliefert. Dieser hatte ab 1220 das Patronatsrecht über die Kirche zu Medebach und vielleicht ab 1225, sicher ab 1276 Einfluss auf die Besetzung der Pfarrstelle in Winterberg.
1284 schenkte Graf Ludwig von Arnsberg dem Kloster die Kapelle in Glindfeld und die dortige Vogtei. 1294 übertrug Kloster Grafschaft seinen Haupthof in Glindfeld dem Kloster Küstelberg. Dafür verpflichteten sich die Nonnen, ihren Propst aus Kloster Grafschaft zu wählen.
Am 12. März 1297 beauftragte der Kölner Erzbischof Wigbold von Holte den Abt des Klosters Grafschaft mit der Übersiedlung des Klosters Küstelberg nach Augustinerinnenkloster Glindfeld. Der damalige Propst Gottfried von Padberg siedelte 1299 mit den Nonnen nach Glindfeld über.
Die Klosterkirche war nach Ausgrabungserkenntnissen eine dreischiffige Halle. Sie wurde im Spätmittelalter nach dem Umzug der Augustinerinnen nach Glindfeld teilweise und endgültig 1741 abgebrochen. Von dort aus wurde eine neue Kirche in Küstelberg errichtet. Die Klostergebäude verfielen; 1802 waren nur noch Trümmer vorhanden.

## Pröpste des Klosters
- 1170       Gottschalk
- nach 1177  Gerhard
- 1231       Gerhard
- um 1245    Ecbert
- 1274       Franko
- 1299       Gottfried von Padberg